# Argument de la question ouverte
L'argument de la question ouverte est un argument formulé au départ par George E. Moore au  chapitre I §13 de Principia Ethica (1903), contre le naturalisme moral. Moore estime qu'il est possible de démontrer que les conceptions naturalistes de la morale, réduisant les propriétés morales à des propriétés naturelles, sont fausses, à partir du raisonnement suivant :
Si deux termes sont synonymes et qu'un locuteur maîtrise les deux, il ne peut raisonnablement mettre en doute le fait que leur sens est le même. Ainsi, pour toute propriété morale M et pour toute propriété naturelle N, il n'est jamais possible de mettre en doute que M est M ou que N est N. En revanche, il est toujours possible de mettre en doute que M soit N. Dans ces conditions, les prédicats « M » et « N » ne peuvent pas être synonymes et ce serait une erreur de dire de M et N qu'ils sont identiques.
La propriété morale d'être bon (caractérisant une personne ou une action) ne peut donc être définie à partir de propriétés naturelles telles que celles qui font référence aux notions psychologiques de plaisir ou de désir. En outre, « Bon » est une notion simple, tout comme « jaune » est une notion simple. Or, contrairement aux notions complexes, il n'est pas possible de définir une notion simple à partir de ses propriétés constitutives. « Bon » est donc une notion parfaitement indéfinissable. 
Moore estime que l'argument de la question ouverte invalide non seulement les définitions naturalistes des termes moraux, mais aussi toutes les définitions des termes moraux données dans un autre vocabulaire que celui de la morale. La conséquence pour Moore de cet argument est que les propriétés morales ne sont ni naturelles ni réductibles à quoi que ce soit. Elles existent par elles-mêmes (sui-generis), bien qu'elle entrent en relation de survenance avec les propriétés naturelles.
L'argument de la question ouverte est associée à l'idée qu'il existe des notions inanalysables et que les notions complexes elles-mêmes sont formées à partir de propriétés inanalysables. L'analyse aboutit donc toujours à des termes qui sont indéfinissables, et les propriétés morales en sont des cas exemplaires. 